# Cluny
För andra betydelser, se Cluny (olika betydelser).

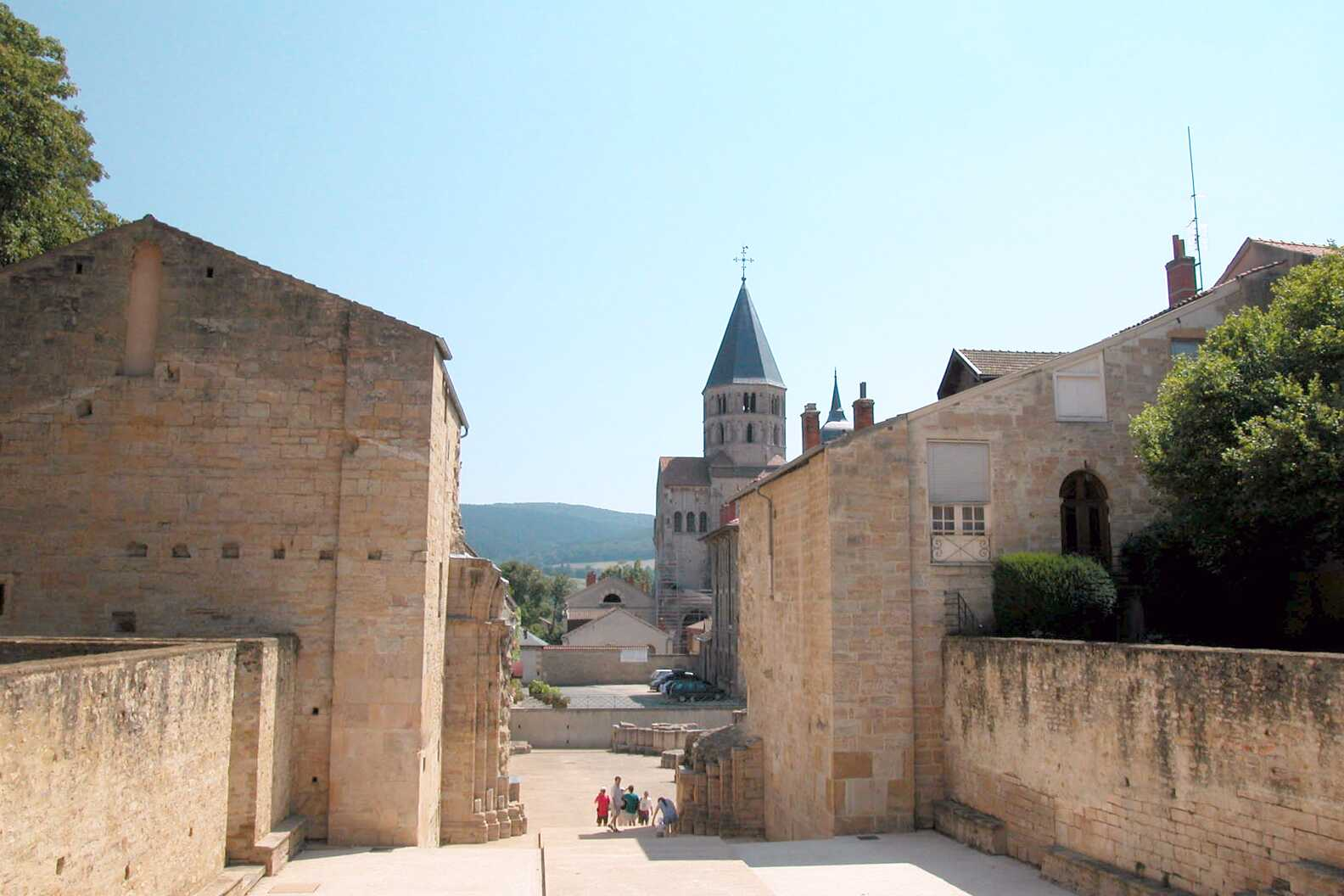
Cluny idag

Cluny är en stad och kommun i östra Frankrike i departementet Saône-et-Loire i regionen Bourgogne-Franche-Comté nära Mâcon och floden Rhône. År 2022 hade Cluny 4 980 invånare.
Vilhelm I av Akvitanien grundade benediktinklostret i Cluny 910. Klosterkyrkan, som byggdes om 950 och 1088, fick stor betydelse för den romanska arkitekturen. Den tredje klosterkyrkan i Cluny som påbörjades 1088 var en av denna stils förnämsta byggnader. Den var också kristenhetens största kyrka fram till 1500-talet, och moderkloster för många av benediktinerordens kloster. Klostret stängdes under franska revolutionen och den väldiga kyrkan förstördes 1810.

## Befolkningsutveckling
Antalet invånare i kommunen Cluny
| Referens: INSEE |